# Can Soler (Sant Pere de Riudebitlles)
Can Soler és un edifici del municipi de Sant Pere de Riudebitlles (Alt Penedès) que forma part de l'Inventari del Patrimoni Arquitectònic de Catalunya.

## Descripció
Can Soler és una antiga casa pairal situada a la plaça de l'Ajuntament. L'edifici fa cantonada i consta de planta baixa, pis i golfes. La porta principal d'accés és d'arc de mig punt, amb grans dovelles de pedra. La resta d'obertures es distribueixen amb una certa regularitat. La coberta és de teula àrab. En un escut situat a la dovella central de la porta hi ha un escut on es representa el sol.
L'origen de Can Soler es troba en el segle xviii. El sol representat a l'escut de la porta principal fa pensar en una possible relació amb el cognom dels propietaris. La casa fou restaurada l'any 1900, segons consta en una inscripció de la façana.